# Geospizopsis unicolor
El yal plomizo (en Argentina) (Geospizopsis unicolor), también denominado pájaro plomo (en Chile), gorrión paramuno (en Colombia), fringilo plomizo serrano, fringilo plomizo (en Perú), frigilo plomizo (en Ecuador) o fringilo o granero aplomado, (en Venezuela) diuca cordillerana (en Chile) o sunichicta (en aimara),  es una especie de ave paseriforme de la familia Thraupidae, una de las dos pertenecientes al género Geospizopsis, anteriormente situada en Phrygilus. Es nativo de regiones andinas a lo largo de todo el occidente de América del Sur.

## Distribución y hábitat
Se distribuye a lo largo de la cordillera de los Andes y adyacencias desde el oeste de Venezuela hasta Tierra del Fuego, incluyendo Colombia (inclusive en la Sierra Nevada de Santa Marta), Ecuador, Perú, Bolivia, Chile y Argentina (inclusive en las sierras de Córdoba).
Esta especie es ampliamente difundida y generalmente común en sus hábitats naturales: los páramos y pastizales puneños andinos, siendo más numeroso hacia el norte. Principalmente entre los 3000 y los 4600 m de altitud, pero más bajo en Argentina, especialmente en el invierno, cuando algunas veces desciende hasta casi el nivel del mar.

## Descripción
Mide 15 cm de longitud. Exhibe un notable dimorfismo sexual. El plumaje del macho es uniformemente gris plomizo, más claro por abajo. Subcaudales blanquecinas, alas y cola negruzcas. Pico y patas apizarradas. Las hembras norteñas son pardas por arriba y blanquecinas por abajo, con gruesas estrías morenas tanto en el dorso como por abajo; las alas con barras blanquecinas. Las hembras más al sur son virtualmente idénticas al macho, o sea todo gris; dorso y corona pueden ser estriados de pardo oscuro. Los inmaduros de ambos sexos son similares a la hembra.

## Comportamiento
Usualmente andan en pequeños grupos, bastante mansos, alimentándose en el suelo y a veces volando hasta perchas en rocas o matorrales. Regularmente en compañía de otros semilleros montanos y yales.

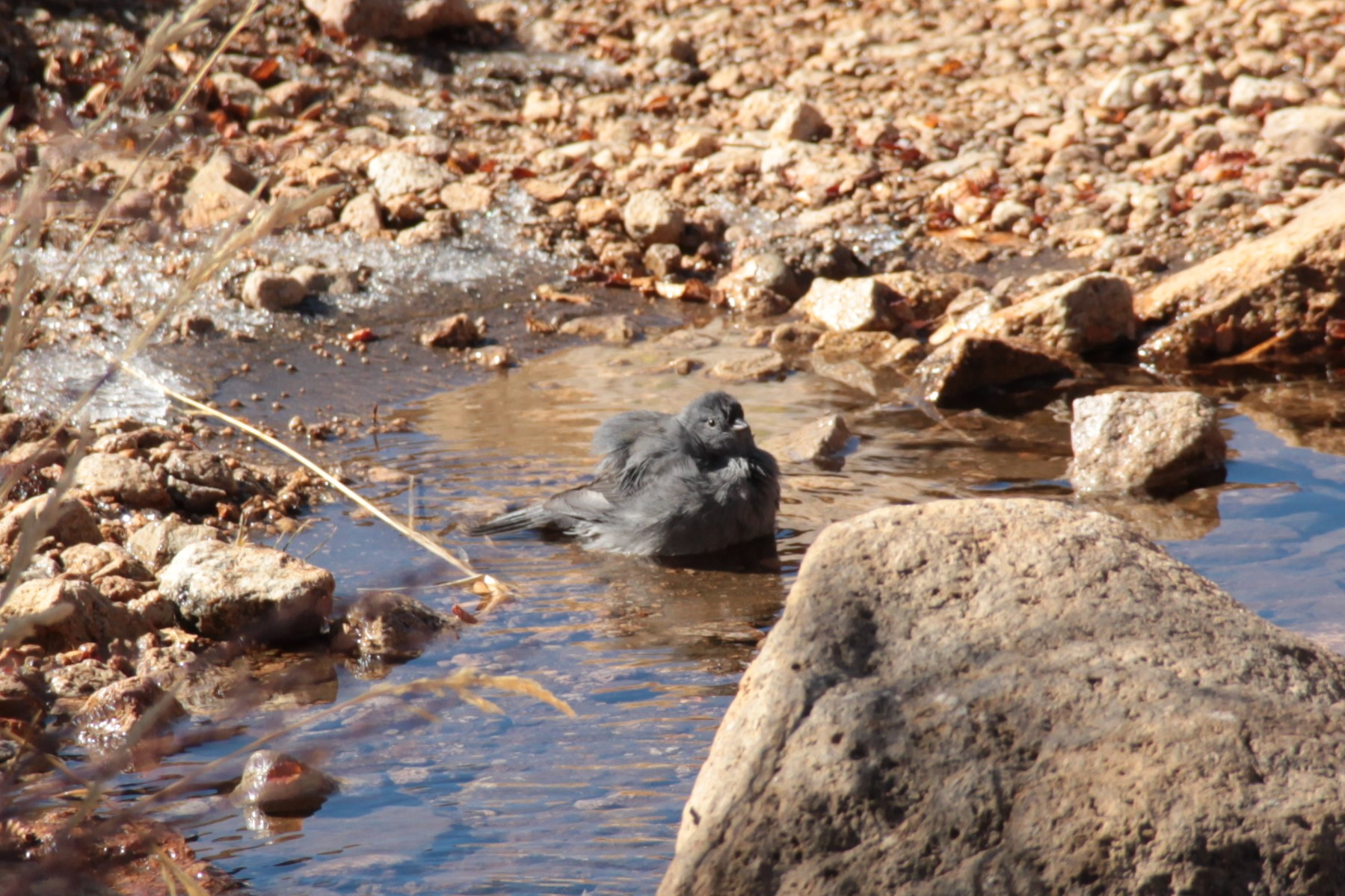
Un Yal Plomizo macho bañándose en las aguas de la laguna Toncek, cerca del refugio Frey en Bariloche, Argentina.

### Alimentación
Su dieta básica es de semillas que busca en el suelo o en los tallos y también invertebrados para alimentar a los polluelos.

### Reproducción
Ocurre entre noviembre y enero, en el verano austral (al menos en el centro de Chile). Anida entre las piedras de alguna pared rocosa o pedregales de los faldeos de cerros. Los nidos son forrados de material blando, como crines de caballo u otros, donde deposita de dos a tres huevos azul verdoso pálido con muchas pintas color café purpúreas, que miden de 20 x 15 mm.

### Vocalización
No es muy vocal (notablemente menos que el yal plebeyo (Geospizopsis plebejus); el canto, raramente oído, es un simple y corto «zhrii».

## Sistemática

### Descripción original
La especie Geospizopsis unicolor fue descrita por primera vez por los ornitólogos franceses Alcide d'Orbigny y Frédéric de Lafresnaye en 1837 bajo el nombre científico Emberiza unicolor; la localidad tipo es: «Cordillera de Tacora, Tacna, Perú».

### Etimología
El nombre genérico masculino Geospizopsis es una combinación del género Geospiza (formado por las palabras griegas «geō»: tierra, suelo, y «σπιγγος, σπιζα spiza»: el nombre del pinzón vulgar) y de la palabra griega «opsis»: apariencia; y el nombre de la especie «unicolor» proviene del latín y significa liso, uniforme, de un solo color.

### Taxonomía
La presente especie y  Geospizopsis plebejus fueron tradicionalmente tratadas como integrantes del género Phrygilus, hasta que en los años 2010, varias publicaciones de filogenias completas de grandes conjuntos de especies de la familia Thraupidae basadas en muestreos genéticos, que incluyeron varios marcadores mitocondriales y nucleares, permitieron comprobar que ambas formaban un clado alejado de dicho género, las que, además, compartían rasgos cromáticos, morfológicos y similitudes distribucionales y ambientales. Con base en estos resultados, se decidió recuperar de la sinonimia de Phrygilus al género Geospizopsis y rehabilitarlo, para así ubicar estas dos especies en él. El Comité de Clasificación de Sudamérica (SACC) en la Propuesta N° 730 parte 17 aprobó esta modificación taxonómica.
Los amplios estudios filogenéticos recientes demuestran que la presente y G. plebejus son especies hermanas, y el par formado por ambas es próximo de un clado integrado por Haplospiza y Acanthidops bairdi.
Las variaciones geográficas con complejas. Las subespecies se dividen en tres grupos principales, diferenciándose primariamente por los tonos del plumaje: grupo norteño (nivarius y geospizopsis), machos generalmente más pálidos, hembras más oscuras, marcadamente estriadas y pardo amarillento lavado por abajo; grupo central (inca), machos con plumaje más oscura, hembras grises parecidas con los machos; y grupo sureño (tucumanus, nominal, cyaneus y ultimus), machos intermediarios en plumaje, hembras pardo apagado y de estriado más oscuro que las hembras norteñas. La subespecie propuesta grandis (descrita desde el Páramo de Santa Isabel, en los Andes centrales de Colombia), supuestamente mayor que geospizopsis, pero sus medidas en mucho se sobreponen; es tratada como sinónimo de esta última.

### Subespecies
Según la clasificación del Congreso Ornitológico Internacional (IOC) y se reconocen siete subespecies, con su correspondiente distribución geográfica:
- Geospizopsis unicolor nivarius (Bangs, 1899) - norte de Colombia (Sierra Nevada de Santa Marta) y noroeste de Venezuela (Andes de Mérida).
- Geospizopsis unicolor geospizopsis (Bonaparte, 1853) - Andes del centro y sur de Colombia, Ecuador y norte del Perú.
- Geospizopsis unicolor inca J.T. Zimmer, 1929 - Perú al sur hasta el oeste de Bolivia (La Paz).
- Geospizopsis unicolor tucumanus Chapman, 1925 - centro de  Bolivia (Cochabamba) al sur hasta el noroeste de Argentina (Jujuy al sur hasta La Rioja).
- Geospizopsis unicolor unicolor  (d'Orbigny & Lafresnaye, 1837) - Chile (región de Arica y Parinacota al sur hasta Magallanes) y oeste de Argentina (Mendoza hacia el sur hasta Santa Cruz).
- Geospizopsis unicolor ultimus Ripley, 1950 - montañas de Tierra del Fuego.
- Geospizopsis unicolor cyaneus Nores & Yzurieta, 1983 - sierras de Córdoba, en el centro norte de Argentina.

La clasificación Clements Checklist/eBird v.2019 no lista esta última subespecie, incluida en tucumana.